# دلوین رودریگز
دلوین آنتونیو رودریگز (زاده ۴ مه ۱۹۸۰) بوکسور حرفه ای اهل جمهوری دومینیکن است که تا به حال سه بار برای کسب عنوان قهرمانی جهان به رقابت پرداخته‌است (یک بار در وزن متوسط و دو بار در وزن سبک متوسط).

## سوابق حرفه‌ای
دلوین شمون آلوارز را در مبارزه‌ای در برنامه تلویزیونی Friday Night Fights از شبکه ای‌اس‌پی‌ان در کازینو موهیگان سان در کنتیکت شکست داد.